# Баварска държавна библиотека
Баварската държавна библиотека (на немски: Bayerische Staatsbibliothek) е библиотека в Мюнхен, провинция Бавария, Германия, основана като Мюнхенска библиотека през 1558 г.

До 1802 – 1803 г. библиотеката се сдобива с 450 000 тома и 18 000 ръкописа вследствие на разпускането на йезуитския и театинския ордени. От 1832 до 1834 г. е построена днешната сграда на Лудвигщрасе (Ludwigstrasse), която дълги години е считана за най-модерната сграда на библиотека в света. Архитект е Фридрих фон Гертнер. Около 1900 г. се появяват първите каталози. През 1919 г. получава настоящето си име. По време на Втората световна война 85% от сградата е разрушена и 25% от материалите унищожени. Ремонтът на сградата трае до 1970 г. От 1972 г. започва каталогизирането на материалите по електронен път, а от 1993 г. каталогът е достъпен през интернет. От 1997 г. библиотеката има собствен уебсайт. 
През 2011 г. библиотеката разполага с около 9 809 000 тома, от които 685 000 са цифровизирани. В библиотеката работят 795 души. Редовните посетители са 76 000. 